# Слађана Голић
Слађана Голић (Бања Лука, 12. фебруар 1960) бивша је кошаркашица и репрезентативка Југославије. Играла је у ЖКК Млади Крајишник, ЖКК Сантаклер, ЖКК Хемофарм и у ЖКК Памплона.
За репрезентацију Југославије је наступала 11 година и одиграла 465 утакмица. У дресу репрезентације је освојила по једну сребрну медаљу на Олимпијским играма и Свјетском првенству, двије сребрне медаље на европским првенствима и једну златну на Универзијади.